# Società di Maria (marianisti)
La Società di Maria (in latino Societas Mariae) è un istituto religioso maschile di diritto pontificio. I membri di questa congregazione clericale, detti marianisti, pospongono al loro nome la sigla S.M.

## Storia

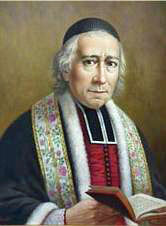
Guillaume-Joseph Chaminade

La congregazione venne fondata da Guillaume-Joseph Chaminade (1761-1850). Ebbe l'intuizione di istituire una nuova famiglia religiosa nel santuario di Nostra Signora del Pilar di Saragozza, dove si era rifugiato nel 1797 per sfuggire al regime del Terrore.
Tornato in patria, Chaminade organizzò a Bordeaux un'associazione di fedeli intenzionati e rievangelizzare la Francia dopo la Rivoluzione e il 2 ottobre 1817 i primi membri si riunirono dando inizio alla nuova congregazione.
La Società di Maria ottenne il pontificio decreto di lode il 12 aprile 1839; papa Pio IX approvò l'istituto con breve dell'11 agosto 1865.
Della congregazione esiste anche il ramo femminile delle Figlie di Maria Immacolata (marianiste), fondato nel 1816 da Chaminade insieme con Adèle de Batz de Trenquelléon.
Il fondatore è stato beatificato da papa Giovanni Paolo II in Piazza San Pietro a Roma il 3 settembre 2000.

## Attività e diffusione
I membri della Società si dedicano specialmente all'istruzione e all'educazione cristiana della gioventù, al ministero sacerdotale e all'apostolato missionario.
I marianisti sono presenti in Europa (Albania, Austria, Belgio, Francia, Germania, Irlanda, Italia, Polonia, Spagna, Svizzera), in Africa (Repubblica del Congo, Repubblica Democratica del Congo, Costa d'Avorio, Kenya, Malawi, Togo, Tunisia, Zambia), in Asia (Bangladesh, Cina, Corea del Sud, Filippine, Giappone, India, Nepal), nelle Americhe (Argentina, Brasile, Canada, Cile, Colombia, Cuba, Ecuador, Guatemala, Haiti, Messico, Perù, Porto Rico, Stati Uniti d'America, Venezuela) e in Australia; la sede generalizia è in via Latina a Roma.
Alla fine del 2011 la congregazione contava 192 case e 1.279 membri, di cui 403 sacerdoti.